# Qolqoleh
Qolqoleh (persiska: قُلقُلِۀ چَتان, قُلقُلِۀ چَتاق, قلقله, Qolqoleh-ye Chatān) är en ort i Iran.   Den ligger i provinsen Kurdistan, i den nordvästra delen av landet, 400 km väster om huvudstaden Teheran. Qolqoleh ligger 2 004 meter över havet och antalet invånare är 106.
Terrängen runt Qolqoleh är kuperad. Runt Qolqoleh är det ganska tätbefolkat, med 222 invånare per kvadratkilometer. Närmaste större samhälle är Tūdār-e Şamadī, 3,2 km söder om Qolqoleh. Trakten runt Qolqoleh består i huvudsak av gräsmarker.